# آنتونی هیگینز (بازیگر)
آنتونی هیگینز (انگلیسی: Anthony Higgins؛ زادهٔ ۹ مهٔ ۱۹۴۷) یک هنرپیشه اهل بریتانیا است.
از فیلم‌ها یا برنامه‌های تلویزیونی که وی در آن نقش داشته‌است، می‌توان به عروس، مهاجمان صندوق گمشده، بل آمی، نوسترآداموس، قرارداد نقشه‌کش، شرلوک هلمز جوان، رایلی، تک‌خال جاسوس‌ها، موسی، احساسات متحد، برای عشق یا پول، سیرک خون‌آشام و کوارتت اشاره کرد.